# Suze Arts
Susanne „Suze“ Sophia Maria Arts (* 10. November 1916 in Tilburg; † 22. Mai 1991 in Amsterdam) war eine Niederländerin, die als Aufseherin im KZ Herzogenbusch (niederländisch: Kamp Vught) tätig war. Sie war am sogenannten Bunkerdrama von Vught beteiligt, bei dem zehn weibliche Gefangene ums Leben kamen.

## Biographie

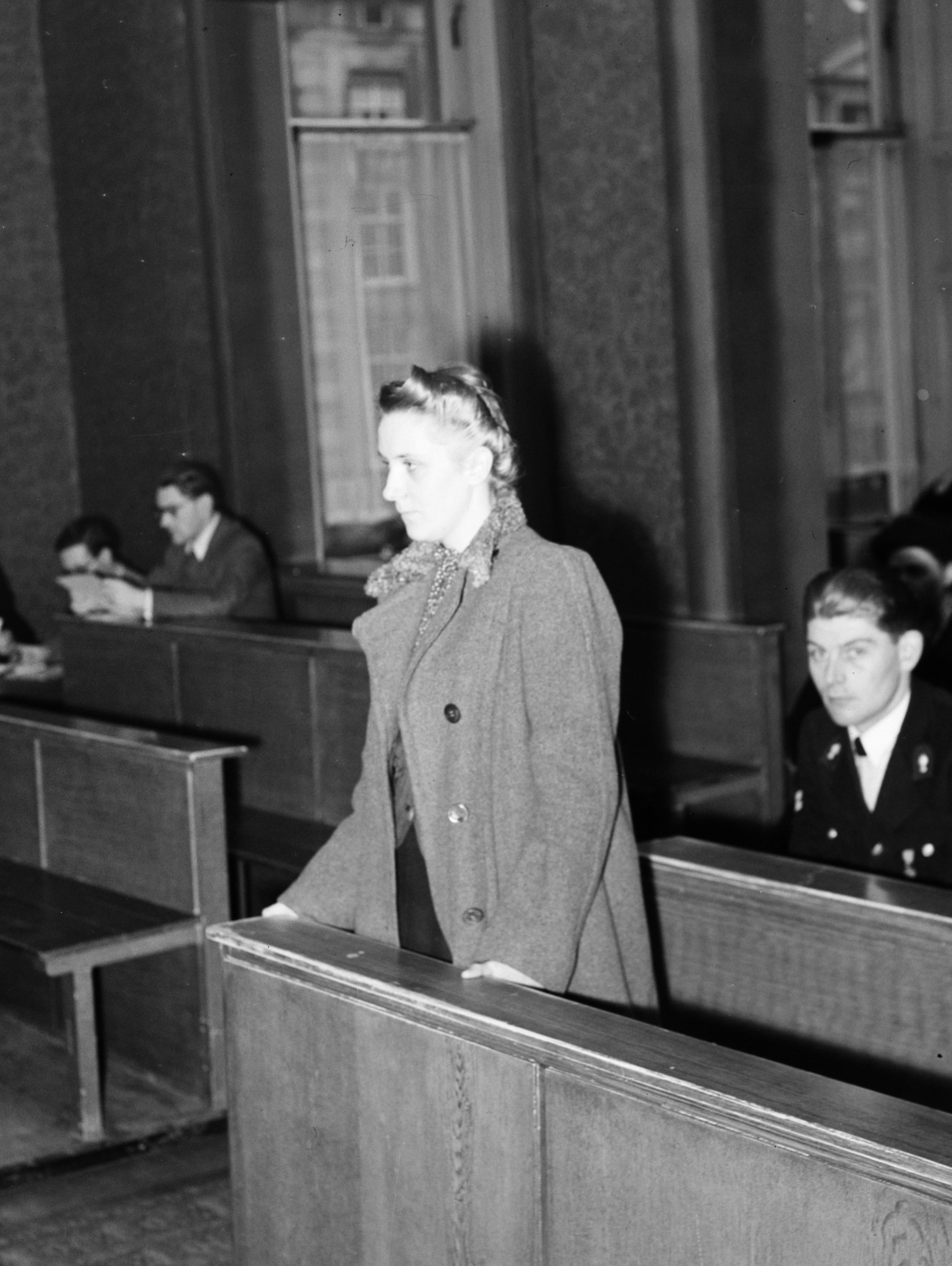
Suze Arts vor dem Bijzonder Gerechtshof in Amsterdam (1948)

Suze Arts war eine Tochter von Koenraad Arts (1885–1942) und von Catharina Maria Adriana Woestenbergh (1891–1919). Sie war die mittlere Tochter von dreien. Ihr Vater war Direktor und Chefredakteur der Zeitung Nieuwe Tilburgse Courant. Ihre Mutter starb, als Suze zwei Jahre alt war. Vier Jahre später heiratete ihr Vater Adriana Maria van Es; das Verhältnis zwischen Suze Arts und ihrer Stiefmutter wird als „schlecht“ beschrieben. Seitdem sie sieben Jahre alt war, besuchte sie Internate in ihrem Heimatland, und ab den 1930er Jahren weitere in Frankreich, England und Deutschland. In Deutschland freundete sie sich mit einem Hitlerjungen namens Franz Ettlinger an, mit dem sie in Briefkontakt blieb.
Ab 1936 arbeitete Suze Arts in Brüssel und Brügge als Krankenschwester. 1938 kehrte sie in die Niederlande zurück, wo sie in Weert eine Ausbildung zur Apothekenhelferin machte. Zwei Jahre später fand sie eine Anstellung bei einem Arzt in Nistelrode in Brabant. Der verheiratete Arzt und Arts hatten eine Beziehung, die endete, als sie schwanger wurde. Im Januar 1941 brachte sie ihren Sohn Hans zur Welt. Nach dem Tod des Vaters im Herbst 1942 war sie arbeits- und mittellos und führte mehrere Monate lang ein Nomadendasein mit wechselnden Arbeitsstellen.
Arts hielt weiterhin Kontakt zu Ettlinger, der inzwischen verheiratet und Vater von vier Kindern war. Er gehörte der SS an und arbeitete als rechte Hand des Lagerleiters Adam Grünewald im KZ Hertogenbosch. Er vermittelte Arts offenbar eine Anstellung im Lager, in dem rund 4000 Frauen gefangen gehalten wurden. Im Juli 1943 trat Suze Arts ihren Dienst als eine von 21 Lageraufseherinnen an. Sie durchlief eine sechswöchige Schulung im KZ Ravensbrück und galt später als eine der „berüchtigsten Aufseherinnen“ des Lagers Vught. Mit Ettlinger hatte sie eine Beziehung, aus der eine im Februar 1944 geborene Tochter mit Namen Joan entstammte.
In der Nacht vom 15. auf den 16. Januar 1944 wurden 74 Frauen aus dem Lager zur Bestrafung einer „Meuterei“ 15 Stunden lang in eine Zelle gequetscht, die wenig mehr als neun Quadratmeter groß war. Auf dem Weg zum Bunker soll Arts ihnen zugerufen haben: „Wartet nur, das Lachen wird euch vergehen, wenn ihr im Bunker seid.“ Daraus zogen die überlebenden Frauen im Nachhinein den Schluss, dass Suze Arts gewusst habe, was passieren würde, und dass sie sich an der Bestrafung beteiligt habe. Zehn Frauen kamen bei diesem Geschehen zu Tode, viele weitere überlebten bewusstlos. Das „Bunkerdrama“ sorgte für großes Aufsehen in der niederländischen Öffentlichkeit, woraufhin die Lagerleitung abberufen wurde. Lagerleiter Grünewald wurde an die Ostfront versetzt, wo er im Januar 1945 fiel. Suze Arts wurde entlassen. Im letzten Kriegsjahr arbeitete sie als Haushälterin bei verschiedenen Arbeitgebern in Amsterdam.
Unmittelbar nach Ende des Zweiten Weltkriegs wurde Suze Arts verhaftet, und im Januar 1947 begann der Prozess gegen sie vor dem Bijzonder Gerechtshof in Amsterdam. Ihre Beteiligung am „Bunkerdrama von Vught“ stand im Mittelpunkt des Verfahrens. Ehemalige Häftlinge, die als Zeugen befragt wurden, äußerten sich besonders negativ über Suze Arts. Sie nannten sie „unmenschlich“, „sadistisch“ und „bestialisch“. Ihr Verhalten brachte ihr in der Presse den Spitznamen „die Hyäne von Vught“ ein. Suze Arts wurde psychiatrisch untersucht: Neben „pädagogischer Verwahrlosung“ stellte der Psychiater vor allem „eine verwirrende innere Gefühlsarmut“ fest. Dennoch sei sie geistig weit genug entwickelt, um die Folgen ihres Handelns überblicken zu können. Der Staatsanwalt forderte eine Freiheitsstrafe von 20 Jahren, kündigte aber an, dass er auch der Todesstrafe zustimmen könne; das Urteil lautete 15 Jahre Haft.
Suze Arts war im Noordsingel-Gefängnis in Rotterdam inhaftiert, wo sie Aufseherin über andere Gefangene wurde. 1953 wurde sie aus der Haft entlassen. Aufgrund ihrer Vergangenheit hatte sie es zunächst schwer, eine feste Stelle zu finden, schließlich wurde sie aber bei der Frauenzeitschrift Margriet eingestellt. Jahrzehntelang war sie unter einem Pseudonym als Korrektorin und Koordinatorin für Rätsel und Leserbriefe verantwortlich. Ihr Sohn, den sie 1987 wiedersah, wuchs in einer Pflegefamilie auf; ihre Tochter war ihr bei ihrer Verhaftung weggenommen worden, sie sah sie nie wieder. Kurz vor ihrem Tod sprach sie mit dem Historiker Hans Olink. Rückblickend, so sagte sie, denke sie manchmal, es sei die Demütigung in ihrer Jugend gewesen, die sie nach Vught gebracht habe: „Dort stellte ich etwas dar.“
Am 22. Mai 1991 starb Suze Arts im Alter von 74 Jahren in Amsterdam.